# Капетан Смело срце
„Капетан Смело срце“ је југословенски филм из 1963. године. Режирала га је Вера Белогрлић, а сценарио су писали Чарлс Дикенс и Душица Манојловић

## Улоге
| Глумац                 | Улога |
| ---------------------- | ----- |
| Зоран Бендерић         |       |
| Бранко Ђорђевић        |       |
| Зорка Манојловић       |       |
| Добрила Матић          |       |
| Станислава Пешић       |       |
| Миодраг Петровић Чкаља |       |
| Божидар Стошић         |       |
| Милутин Мића Татић     |       |
| Бранко Вујовић         |       |